# Nika Kvekveskiri
Nika Kvekveskiri (grúzul: ნიკა კვეკვესკირი; Zugdidi, 1992. május 29. –) grúz válogatott labdarúgó.

## Pályafutása

### Klubcsapatokban
Kvekveskiri a grúz SZK Zugdidi csapatánál kezdett el futballozni. 2011-ben szerződtette őt a Dinamo Tbiliszi csapata, melynek 2014-ig volt a játékosa. 2015-ben Azerbajdzsánba igazolt, ahol előbb az İnter Bakı, majd a Qəbələ játékosa lett - utóbbi csapattal szerepelt az Európa-liga csoportkörében is. 2017 és 2020 között a kazah Tobil Kosztanaj színeiben hetvenöt bajnoki mérkőzésen lépett pályára.

### A válogatottban
Többszörös grúz utánpótlás-válogatott. A felnőtt válogatottban 2015. október 8-án mutatkozott be egy Gibraltár elleni Európa-bajnoki selejtező mérkőzésen. 2024. május 22-én Willy Sagnol szövetségi kapitány kihirdette a 26 fős Európa-bajnoki keretét, amelyben ő is szerepelt.

## Statisztika

### A válogatottban
| Válogatott | Év       | Mérk. | Gól |
| ---------- | -------- | ----- | --- |
| Grúzia     | 2015     | 2     | 0   |
| Grúzia     | 2016     | 3     | 0   |
| Grúzia     | 2017     | 8     | 0   |
| Grúzia     | 2018     | 8     | 0   |
| Grúzia     | 2019     | 4     | 0   |
| Grúzia     | 2020     | 8     | 0   |
| Grúzia     | 2021     | 8     | 0   |
| Grúzia     | 2022     | 9     | 0   |
| Grúzia     | 2023     | 7     | 0   |
| Grúzia     | 2024     | 4     | 0   |
| Grúzia     | 2025     | 1     | 0   |
| Összesen   | Összesen | 62    | 0   |

## Sikerei, díjai

### Klubcsapattal
Dinamo Tbiliszi
- Grúz kupagyőztes: 2012–13